# ジョン・ハケット (音楽家)
ジョン・ハケット（John Hackett、1955年3月13日 - ）は、イギリスのフルート奏者であり、ギタリストのスティーヴ・ハケットの弟である。主な演奏楽器はフルートだが、ギター、ベース、ベースペダル、キーボードも演奏する。

## 略歴

### 初期のキャリア
ジョン・ハケットには、クラシック音楽とロックの両方のバックグラウンドがあった。初期のキャリアは、主に兄であるスティーヴ・ハケットのバンドのメンバーとしてであり、多くの初期のアルバムに参加し、1983年までツアーに帯同した。その頃には、すでにアンソニー・フィリップスのデビュー・ソロ・アルバム『ギース・アンド・ザ・ゴースト』をはじめ、いくつかのアルバムにゲストとして貢献している。
彼は「イングリッシュ・フルート・カルテット」や「ウェストミンスター・カメラータ」などのアンサンブルで演奏し、アンビエント・ミュージック・トリオであるシンビオシス (Symbiosis)のメンバーとして演奏した。また、さまざまなアーティストやプロジェクトとのセッションワークから素晴らしい成果を維持している。

### ソロ作品
2004年から、ジョンは、クラシック、フォーク、ロックのスタイルを取り入れたソロ・アルバムを定期的にリリースしている。2005年には、歌詞の大部分をニック・クラバーンが担当し、ニック・マグナスとプロデュースしたロック・アルバムである『チェッキング・アウト・オヴ・ロンドン』がリリースされた。これに続き、2015年にはマグナスとクラバーンが関わった2枚目のロック・アルバム『アナザー・ライフ』がリリースされた。

### ニック・マグナス
スティーヴ・ハケットのバンドに一緒にいたということもあって、ジョンとニック・マグナスは、一緒に何度もコラボレーションし、レコーディングし、演奏を行っている。

### マルコ・ロ・ムシオ
ジョンは2000年代を通じてイタリアのオルガニスト、マルコ・ロ・ムシオと共演し、ヨーロッパ（イギリス、イタリア、ドイツ、ポーランド、フランス）でのライブ演奏にて、オルガンまたはピアノとフルートでのデュエットをよく演奏した。ハケットはいくつかのレコーディングを行っており、ロ・ムシオのアルバム『The Book of Bilbo and Gandalf』で演奏し、スティーヴ・ハケットと一緒に『プレイング・ザ・ヒストリー』のプロジェクトで協力した。
2019年、ストラディヴァリウス・レーベルから、デュオとして最初の公式アルバム『On the Wings of the Wind』を発表した。

### ニック・フレッチャー
2012年以来、ジョンはクラシック・ギタリストのニック・フレッチャーとコラボレーションしている。彼らはイギリス全土でフルートとギターのデュオとして演奏し、インストゥルメンタル音楽による2枚のアルバムを録音した。最初のアルバムにはスティーヴ・ハケットもフィーチャーされていた。

### ジョン・ハケット・バンド
2005年には、アルバム『チェッキング・アウト・オヴ・ロンドン』販促のための短命バンドが存在し、キーボードのニック・マグナスやボーカルのトニー・パターソン、そしてジェネシスのトリビュートバンドであるReGenesisのさまざまなメンバーをフィーチャーした。
アルバム『アナザー・ライフ』のリリースをサポートするため、ジョン（ギター、キーボード、ボーカル）、ニック・フレッチャー（リードギター）、ダンカン・パーソンズ（パーカッション、ボーカル）でトリオが結成された。すぐにジェレミー・リチャードソン（ベース、ギター、ボーカル）が追加され、ダンカンがドラムに移行して、フルバンドとして拡張された。
2016年にジョン・ハケット・バンドとして公演を開始し、彼らのデビュー・アルバム『ウィ・アー・ノット・アローン』は、2017年にEsoteric Antenna Recordsから、スタジオ・アルバムと2016年に録音されたライブ・アルバムの2枚組CDセットとしてリリースされた。

## ディスコグラフィ

### リーダー・アルバム
- Velvet Afternoon (2004年) ※フルートとピアノのための作品集
- 『チェッキング・アウト・オヴ・ロンドン』 - Checking Out of London (2005年)
- Red Planet Rhythm (2006年)
- Moonspinner – for Flute and Guitar (2011年)
- Overnight Snow – for Flute and Guitar (2013年)
- 『アナザー・ライフ』 - Another Life (2015年)
- Hills of Andalucia (2016年) ※with ニック・フレッチャー
- Beyond the Stars (2016年) ※with ニック・フレッチャー

### ジョン・ハケット & スティーヴ・ハケット
- 『スケッチズ・オブ・サティ (エリック・サティの風景)』 - Sketches of Satie (2000年) ※ギターとフルートの二重奏。サティ作品集

### ジョン・ハケット with スティーヴ・ハケット & クリス・グラスフィールド
- Prelude To Summer For Flute & Guitar  (2008年)

### ジョン・ハケット & ニック・マグナス
- Live 2010 (2011年、Magick Nuns Records MNCD1003)

### ジョン・ハケット・バンド
- 『ウィ・アー・ノット・アローン』 - We Are Not Alone (2017年)

### スティーヴ・ハケット
- 『ヴォヤージ・オブ・ジ・アカライト（侍祭の旅）』 - Voyage of the Acolyte (1975年)
- 『プリーズ・ドント・タッチ』 - Please Don't Touch ! (1978年)
- 『スペクトラル・モーニングス（虹色の朝）』 - Spectral Mornings (1979年)
- 『ディフェクター』 - Defector (1980年)
- 『キュアード』 - Cured (1981年)
- 『ベイ・オブ・キングス』 - Bay of Kings (1983年)
- 『モーメンタム』 - Momentum (1988年)
- 『タイム・ラプス〜ライヴ!』 - Time Lapse (1992年)
- 『非公式バイオグラフィー』 - The Unauthorized Biography (1992年)
- 『ジェネシス・リヴィジテッド（新約創世記）』 - Genesis Revisited (1996年)
- 『ア・ミッドサマー・ナイツ・ドリームス（真夏の夜の夢）』 - A Midsummer Night's Dream (1997年)
- 『ダークタウン』 - Darktown (1999年)
- 『ライヴ・アーカイヴ - リミテッド・ボックス・エディション 』 - Live Archive 70's 80's 90's (2001年)
- Guitare Classique (2002年)
- 『ハンガリアン・ホライズンズ〜アコースティック・ライヴ・イン・ブダペスト』 - Hungarian Horizons (2003年)
- 『トゥ・ウォッチ・ザ・ストームズ』 - To Watch the Storms (2003年)
- 『メタモルフェウス』 - Metamorpheus (2005年)
- 『ワイルド・オーキッズ』 - Wild Orchids (2006年)
- 『闇を抜けて〜アウト・オブ・ザ・トンネルズ・マウス』 - Out of the Tunnel's Mouth (2009年)
- 『幻影の彼方〜ビヨンド・ザ・シュラウデッド・ホライゾン』 - Beyond the Shrouded Horizon (2011年)
- 『ジェネシス・リヴィジテッドII』 - Genesis Revisited II (2012年)
- 『《Access All Areas》ライヴ1990』 - Access All Areas (2014年)
- 『ザ・ナイト・サイレン〜天空の美情』 - The Night Siren (2017年)
- 『ライヴ・イン・バーミンガム』 - Wuthering Nights (2018年)
- 『アット・ジ・エッジ・オブ・ライト〜光と闇の深淵にて』 - At the Edge of Light (2019年)
- 『紺碧の天空』 - Under a Mediterranean Sky (2021年)

### 参加アルバム
- クワイエット・ワールド - 『永遠なる回帰 (ザ・ロード)』 - The Road (1970年)
- アンソニー・フィリップス : 『ギース・アンド・ザ・ゴースト』 - The Geese and the Ghost (1977年) ※マイク・ラザフォード、フィル・コリンズ参加
- アンソニー・フィリップス : 『サイズ』 - Sides (1979年)
- シンビオシス : Tears of the Moon (1988年)
- シンビオシス : The Song of the Peach Tree Spring (1988年)
- メイ・マッケンナ : 『ミラージュ・アンド・リアリティー』 - Mirage And Reality (1991年)
- シンビオシス : Touching the Clouds (1992年)
- シンビオシス : Lake of Dreams (1994年)
- シンビオシス : Autumn Days (1995年)
- シンビオシス : Amber and Jade (1996年)
- ニック・マグナス : Inhaling Green (1999年)
- シンビオシス : Sea of Light (1999年)
- シンビオシス : The Comfort Zone (2002年)
- アンソニー・フィリップス & ハリー・ウィリアムソン : Battle of the Birds: A Celtic Tale (2004年) ※With ディディエ・マレルブ
- ニック・マグナス : 『ヘクサメロン』 - Hexameron (2004年)
- シンビオシス : Dancing in Your Dreams (2005年)
- Algebra : JL (2009年)
- マルコ・ロ・ムシオ : The Book of Bilbo and Gandalf (2010年)
- ニック・マグナス : 『チルドレン・オヴ・アナザー・ゴッド』 - Children of Another God (2010年)
- Franck Carducci : Oddity (2011年)
- The Rome Pro(G)ject feat. Steve Hackett and John Hackett : "The Rome Pro(G)ject" (2012年、TRP Records) ※CDシングル
- ダンカン・パーソンズ : Abandoned Buildings (2012年)
- ジョン・ハケット、マルコ・ロ・ムシオ、カルロ・マテウッチ : 『プレイング・ザ・ヒストリー』 - Playing the History (2013年) ※with スティーヴ・ハケット、デヴィッド・ジャクソン、ジョルジオ・ガブリエル
- ダンカン・パーソンズ : C:Ore (2014年)
- シンドーネ : Odysseas (2014年)
- Ellesmere : Les Chateaux De La Loire (2015年)
- Giorgio Coslovich : "Winter Tales" (2017年) ※「Joyce Choice」に参加
- マルコ・ロ・ムシオ : On the Wings of the Wind (2019年)